# Сарепта (село)
Сарепта (каз. Сарепта) — село в Абайском районе Карагандинской области Казахстана. Административный центр Дзержинского сельского округа. Находится примерно в 33 км к западу-северо-западу (WNW) от города Абай, административного центра района, на высоте 534 метров над уровнем моря. Код КАТО — 353237100.

## История
Основано в 1907 году на участке Кояндыакчеку (каз. Қояндыақшоқы) немцами, переселенцами с Поволжья, из колонии Сарепта. До 1917 года — лютеранское село Долинской волости Акмолинского уезда Акмолинской области. В 1932 году часть жителей была переселена в село Покорное.

## Население
В 1999 году численность населения села составляла 994 человек (486 мужчин и 508 женщин). По данным переписи 2009 года в селе проживало 877 человек (439 мужчин и 438 женщин).